# 南森山
74°33′S 162°36′E / 74.550°S 162.600°E
南森山是南極洲的山峰，位於維多利亞地，屬於艾森豪山脈的一部分，海拔高度2,740米，處於巴克斯特山以南17公里，以挪威的探險家命名。